# Melanophryniscus cambaraensis
Melanophryniscus cambaraensis là một loài cóc thuộc họ Bufonidae.
Đây là loài đặc hữu của Brasil.
Môi trường sống tự nhiên của chúng là rừng ẩm vùng đất thấp nhiệt đới hoặc cận nhiệt đới, xavan ẩm, đồng cỏ nhiệt đới hoặc cận nhiệt đới vùng ngập nước hoặc lụt theo mùa, sông ngòi, đầm nước ngọt có nước theo mùa, và kênh đào và mương rãnh.
Chúng hiện đang bị đe dọa vì mất nơi sống.